# Junior Adamu
Chukwubuike Junior Adamu (Kano, 2001. június 6. –) osztrák válogatott labdarúgó, a német SC Freiburg játékosa.

## Pályafutása
Adamu 2011-ben kezdte karrierjét a GSV Wacker utánpótlás csapatában, 2014-ben csatlakozott a Grazer AK-ba, innen pedig 2015-ben igazolt át a Red Bull Salzburg akadémiájára, ahol előbb az U15-ös korosztálytól az U18-as korosztályig jutott.
2017 szeptemberében került be az FC Liefering keretébe, majd e hónapban debütált a Red Bull Salzburg UEFA Ifjúsági Liga csapatában, a Bordeaux ellen.
2023. június 22-én jelentette be a német Freiburg a szerződtetését.

## Statisztika
2023. június 3-i állapot szerint.
| Klub                 | Szezon   | Bajnokság    | Bajnokság | Bajnokság | Kupa  | Kupa  | Nemzetközi | Nemzetközi | Egyéb | Egyéb | Összesen | Összesen |
| Klub                 | Szezon   | Bajnokság    | Mérk.     | Gólok     | Mérk. | Gólok | Mérk.      | Gólok      | Mérk. | Gólok | Mérk.    | Gólok    |
| -------------------- | -------- | ------------ | --------- | --------- | ----- | ----- | ---------- | ---------- | ----- | ----- | -------- | -------- |
| Liefering            | 2018–19  | 2. Liga      | 16        | 5         | —     | —     | —          | —          | —     | —     | 16       | 5        |
| Liefering            | 2019–20  | 2. Liga      | 20        | 14        | —     | —     | —          | —          | —     | —     | 20       | 14       |
| Liefering            | 2020–21  | 2. Liga      | 13        | 7         | —     | —     | —          | —          | —     | —     | 13       | 7        |
| Liefering            | Összesen | Összesen     | 49        | 26        | 0     | 0     | 0          | 0          | 0     | 0     | 49       | 26       |
| Red Bull Salzburg    | 2020–21  | O.Bundesliga | 0         | 0         | 1     | 0     | —          | —          | —     | —     | 1        | 0        |
| Red Bull Salzburg    | 2021–22  | O.Bundesliga | 30        | 7         | 4     | 1     | 9          | 1          | —     | —     | 43       | 9        |
| Red Bull Salzburg    | 2022–23  | O.Bundesliga | 28        | 10        | 4     | 3     | 8          | 1          | 0     | 0     | 40       | 14       |
| Red Bull Salzburg    | Összesen | Összesen     | 58        | 17        | 9     | 4     | 17         | 2          | 0     | 0     | 84       | 23       |
| St. Gallen (kölcsön) | 2020–21  | Super League | 14        | 6         | 4     | 2     | —          | —          | —     | —     | 18       | 8        |
| St. Gallen (kölcsön) | Összesen | Összesen     | 14        | 6         | 4     | 2     | 0          | 0          | 0     | 0     | 18       | 8        |
| SC Freiburg          | 2023–24  | Bundesliga   | 0         | 0         | 0     | 0     | 0          | 0          | —     | —     | 18       | 8        |
| SC Freiburg          | Összesen | Összesen     | 0         | 0         | 0     | 0     | 0          | 0          | 0     | 0     | 0        | 0        |
| Összesen             | Összesen | Összesen     | 121       | 45        | 13    | 6     | 17         | 2          | 0     | 0     | 151      | 57       |

1. ↑  Mérkőzése(i) a Bajnokok Ligájában
2. ↑  Mérkőzése(i) a Bajnokok Ligájában és az Európa-ligában

### A válogatottban
2023. június 20-i állapot szerint.
| Ausztria | Ausztria | Ausztria |
| Év       | Mérk.    | Gólok    |
| -------- | -------- | -------- |
| 2021     | 1        | 0        |
| 2022     | 2        | 0        |
| 2023     | 3        | 0        |
| Összesen | 6        | 0        |

## Sikerei, díjai
- Red Bull Salzburg
  - Osztrák bajnokság: 2021–22, 2022–23
  - Osztrák kupa: 2020–21, 2021–22